# Вулкана Бај (Дамбовица)
Вулкана Бај (рум. Vulcana Băi) насеље је у Румунији у округу Дамбовица у општини Вулкана Бај. Oпштина се налази на надморској висини од 388 m.

## Становништво
Према подацима из 2011. године у насељу је живело 2972 становника.